# حميدية (حلب)
حميدية  قرية سوريّة تتبع إداريّاً لمحافظة حلب منطقة جبل سمعان ناحية تل الضمان، بلغ تعداد سكانها 125 نسمة حسب التعداد السكاني لعام 2004.